# 刘全利
刘全利（1957年3月—），男，天津人，中国杂技、喜剧表演艺术家，一级演员，中国杂技家协会副主席，中国文艺志愿者协会副主席。孪生兄弟刘全和。